# Tamboara
Tamboara là một đô thị thuộc bang Paraná, Brasil. Đô thị này có diện tích 194,735 km², dân số năm 2007 là 4757 người, mật độ 23,4 người/km².